# کداک استریو کمرا

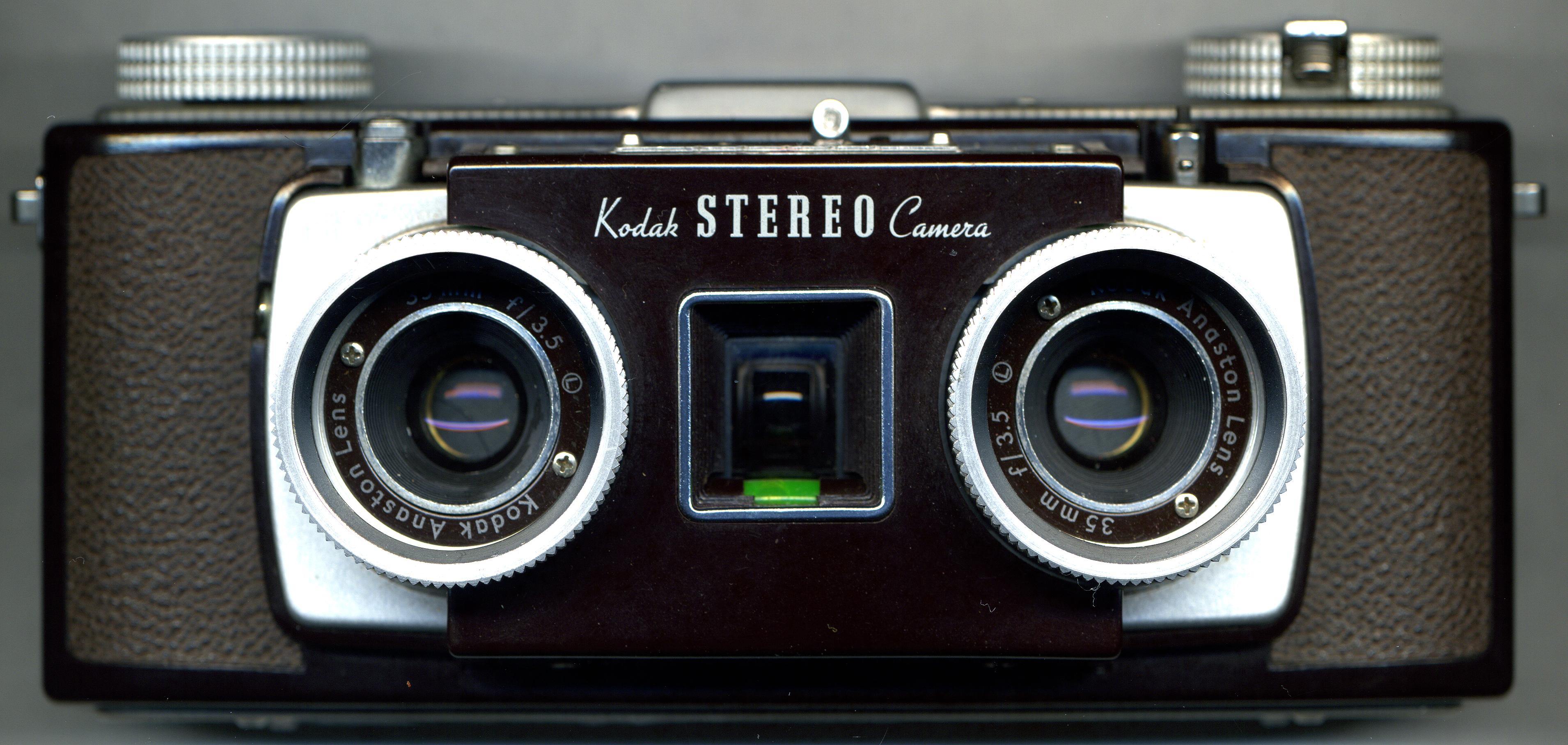
دوربین عکاسی کداک

کداک استریو کمرا (به انگلیسی: Kodak Stereo Camera) یک دوربین عکاسی ساخت شرکت کداک است.